# 井伊直亮
井伊直亮（日语：／ Ii Naoaki，1794年7月7日—1850年11月4日）、近江彦根藩第14代藩主。江戶幕府大老。虽为井伊直弼之兄，但后成其養父。
寬政6年（1794年）6月11日、作为第13代藩主・井伊直中的第三个儿子出生于江戶。由于其兄·井伊直清体弱多病之故、文化2年（1805年）被直中指定为嗣子、文化9年（1812年）2月5日其父隐居，继承家督之位成为第14代藩主。
文化12年（1815年），作为将軍・德川家齐的代表参拜了日光東照宮、天保6年（1835年）就任大老。但是天保12年（1841年）5月15日自己辞职。这年閏1月家齐死去。由于将軍・德川家庆与老中首座・水野忠邦不断肃清家齐派的缘故、直亮因恐惧卷入其中而自发辞职。之后根据幕命前往相模戒备异国船只。
直亮并无亲生子女、将弟弟井伊直元迎为养子，以期成为继任。而直元却在弘化3年（1846年）早夭、于是将同为兄弟的井伊直弼迎为养子，成为其继任者。
嘉永3年（1850年）10月1日、在彦根死去。享年57。之后养子井伊直弼继承家督之位。